# Kelvin Morgan
Kelvin John Morgan (Gibilterra, 14 novembre 1997) è un calciatore gibilterriano, attaccante svincolato.

## Carriera

### Club
Ha giocato nella massima serie di Gibilterra. Ha inoltre giocato complessivamente 5 partite nei turni preliminari delle competizioni UEFA per club.

### Nazionale
Il 4 giugno 2021 ha esordito con la nazionale gibilterriana giocando l'amichevole persa 6-0 contro la Slovenia.

## Statistiche

### Cronologia presenze e reti in nazionale
| Cronologia completa delle presenze e delle reti in nazionale ― Gibilterra | Cronologia completa delle presenze e delle reti in nazionale ― Gibilterra | Cronologia completa delle presenze e delle reti in nazionale ― Gibilterra | Cronologia completa delle presenze e delle reti in nazionale ― Gibilterra | Cronologia completa delle presenze e delle reti in nazionale ― Gibilterra | Cronologia completa delle presenze e delle reti in nazionale ― Gibilterra | Cronologia completa delle presenze e delle reti in nazionale ― Gibilterra | Cronologia completa delle presenze e delle reti in nazionale ― Gibilterra |
| Data                                                                      | Città                                                                     | In casa                                                                   | Risultato                                                                 | Ospiti                                                                    | Competizione                                                              | Reti                                                                      | Note                                                                      |
| ------------------------------------------------------------------------- | ------------------------------------------------------------------------- | ------------------------------------------------------------------------- | ------------------------------------------------------------------------- | ------------------------------------------------------------------------- | ------------------------------------------------------------------------- | ------------------------------------------------------------------------- | ------------------------------------------------------------------------- |
| 4-6-2021                                                                  | Capodistria                                                               | Slovenia                                                                  | 6 – 0                                                                     | Gibilterra                                                                | Amichevole                                                                | -                                                                         | 68’ 89’                                                                   |
| 26-9-2022                                                                 | Gibilterra                                                                | Gibilterra                                                                | 1 – 2                                                                     | Georgia                                                                   | UEFA Nations League 2022-2023 - 1º turno                                  | -                                                                         | 84’                                                                       |
| 19-11-2022                                                                | Gibilterra                                                                | Gibilterra                                                                | 1 – 0                                                                     | Andorra                                                                   | Amichevole                                                                | -                                                                         | 87’                                                                       |
| Totale                                                                    |                                                                           | Presenze                                                                  | 3                                                                         |                                                                           | Reti                                                                      | 0                                                                         |                                                                           |